# Svenja Schulze
Svenja Schulze (ur. 29 września 1968 w Düsseldorfie) – niemiecka polityk i samorządowiec, działaczka Socjaldemokratycznej Partii Niemiec (SPD), w latach 2010–2017 minister w rządzie Nadrenii Północnej-Westfalii, w latach 2018–2021 minister środowiska, a w latach 2021–2025 minister ds. współpracy gospodarczej i rozwoju.

## Życiorys
W 1988 zdała egzamin maturalny, następnie studiowała germanistykę i nauki polityczne na Ruhr-Universität Bochum, uzyskując w 1996 magisterium. Pełniła funkcję przewodniczącej samorządu studenckiego (Allgemeiner Studierendenausschuss) na tej uczelni. W latach 1993–1997 pracowała w branży reklamowej i PR, a od 2000 jako konsultantka w zakresie zarządzania.
W 1988 wstąpiła do Socjaldemokratycznej Partii Niemiec. W latach 1993–1997 przewodniczyła socjaldemokratycznej młodzieżówce Jusos w Nadrenii Północnej-Westfalii. Dołączyła również do związków zawodowych IG Bergbau, Chemie, Energie i Vereinte Dienstleistungsgewerkschaft. W 1997 objęła mandat posłanki do landtagu, który wykonywała do 2000. Do parlamentu tego kraju związkowego powróciła w 2004. Z powodzeniem ubiegała się od tego czasu o reelekcję w wyborach w 2005, 2010, 2012 i 2017.
Od czerwca 2010 do lipca 2017 była ministrem innowacji, nauki i badań naukowych w dwóch rządach Hannelore Kraft. W czerwcu 2017 została wybrana na sekretarza generalnego SPD w NRW. W marcu 2018 władze socjaldemokratów desygnowały ją do objęcia stanowiska ministra środowiska, ochrony przyrody i bezpieczeństwa reaktorów w czwartym rządzie Angeli Merkel. Sprawowanie tego urzędu rozpoczęła w tym samym miesiącu.
W wyborach w 2021 uzyskała mandat deputowanej do Bundestagu. Z powodzeniem ubiegała się o poselską reelekcję w 2025.
W grudniu 2021 w nowo utworzonym gabinecie Olafa Scholza przeszła na stanowisko ministra ds. współpracy gospodarczej i rozwoju. Urząd ten sprawowała do maja 2025.